# عمادالدین تربتی
عمادالدین تربتی (۱۲۷۸ تربت حیدریه - ۱۳۶۸) قاضی و وکیل دادگستری، سناتور و نماینده مجلس شورای ملی بود.
پدرش حاج ملا عبدالرضا واعظ خراسانی از روحانیون تربت حیدریه بود. خودش نیز تحصیلات دینی کرد و به لباس روحانیت درآمد و تا درجه اجتهاد پیش رفت. سپس به خدمت عدلیه درآمد و به قضاوت پرداخت. پس از کناره‌گیری از قضاوت پروانه وکالت گرفت و وکیل آستان قدس رضوی شد. بتدریج در مشهد صاحب املاک و ثروت و اسم و رسم شد. 
تربتی در سال ۱۳۲۲ در انتخابات دوره چهاردهم مجلس شورای ملی به نمایندگی تربت حیدریه انتخاب شد و این کرسی را تا دوره بیستم (بجز دوره هفدهم) حفظ کرد. در دوره شانزدهم از نمایندگان مخالف دولت مصدق بود. در سال ۱۳۴۲ به سناتوری انتخاب شد و تا وقوع انقلاب و بسته شدن مجلس سنا در سال ۱۳۵۷، چهار دوره نماینده این مجلس بود و به نیابت رئیس مجلس سنا نیز رسید.
عمادالدین تربتی در جوانی با دختر محمد آقازاده خراسانی ازدواج کرد. این ازدواج در پیشرفت عمادالدین تربتی نقش داشت.
او چندین دوره به عنوان نماینده مجلس شورای ملی و مجلس سنا حضور داشت.